# Paraíba
Paraíba è uno Stato del Brasile, situato nella parte nordorientale del paese, sulla costa atlantica. Vi si trova la punta più orientale di entrambe le Americhe. Lo Stato ha l'1,9% della popolazione brasiliana e produce solo lo 0,9% del PIL brasiliano.

## Storia
A metà del XVI secolo, alcuni coloni portoghesi provenienti dal Pernambuco fondarono Filipéia de Nossa Senhora das Neves (oggi João Pessoa), presso la foce del Rio Paraíba.
La zona si rivelò ben presto ideale per la coltivazione di zucchero, divenendo così oggetto di contesa tra Portogallo, Francia e Paesi Bassi. A questo periodo risale il forte di Santa Catarina, nei pressi di João Pessoa, costruito per proteggere il Brasile dalla minaccia olandese.
Verso la fine del 1989 una squadra guidata da Heitor Dimas Barbosa scoprì presso una piccola montagna quello che alcuni considerano il più pregiato cristallo di tormalina mai ritrovato. Tracce di rame davano infatti alla tormalina un vivido colore turchese come mai si era visto in precedenza. Dopo tale scoperta, si ebbero numerose ricerche nelle montagne dell'area, che si conclusero però senza altri ritrovamenti.

## Economia
L'economia si fonda su tre attività principali: la fabbricazione di scarpe e altre suppellettili in cuoio, l'allevamento di bestiame per le carni e la coltivazione ormai storica della canna da zucchero (alla quale si è poi aggiunta quella dell'ananas).
Le città economicamente più importanti sono João Pessoa, Campina Grande e Patos.
A partire dal 2017, l'economia dello Stato potrebbe subire un radicale cambiamento, quando inizierà la distribuzione delle acque provenienti dal progetto di trasposizione del fiume São Francisco. L'acqua è destinata a sanare il bisogno di acque delle popolazioni dell'Agreste Paraibano e alleviare i problemi della siccità nelle zone semiaride dell'interno.

## Bandiera

La bandiera del Paraíba

Sulla bandiera campeggia la parola nego, attribuita a João Pessoa, presidente dello Stato la cui politica negli anni venti provocò una rivolta nel Brasile meridionale. In quel periodo, João Pessoa si unì all'alleanza Minas Gerais-Rio Grande do Sul-Paraíba al fine di sostenere la candidatura di Getúlio Vargas alla presidenza.
Il rosso simboleggerebbe il colore del sangue (in particolare, l'assassinio di João Pessoa), il nero il lutto che seguì quell'episodio. Alcuni associano invece i due colori al comunismo e all'anarchia ma ciò non ha alcun riscontro nella storia della Paraíba, Stato nel quale il potere fu sempre nelle mani dei grandi proprietari terrieri, abituati a una politica di favori.

## Altre città
- Arara
- Areia
- Campina Grande
- Guarabira
- Patos
- Pombal
- Sousa